# Sohrab Sepehri

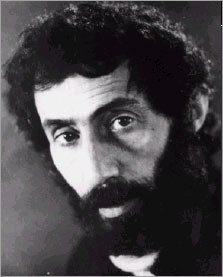
Sohrab Sepehri (1975)

Sohrab Sepehri (* 7. Oktober 1928 in Kaschan; † 21. April 1980 in Teheran) war ein iranischer Dichter und Maler.
Neben Nima Youschidsch, Forugh Farrochzad, Mehdi Achawan Sales, Manouchehr Atashi und Ahmad Schamlou repräsentiert er die literarische Strömung des Neuen Gedichts (She'r-e Nou) der iranischen Moderne.
Seine Bilder wurden weltweit ausgestellt. Im Alter von 51 Jahren starb er an den Folgen einer Leukämieerkrankung.
1976 veröffentlichte Sepehri die Anthologie Hascht Ketāb (Acht Bücher), die zu den erfolgreichsten Werken der iranischen Moderne gehört.

## Leben
Sohrab Sepehri wurde in der ersten Dekade der Regierungszeit Reza Schah Pahlavis, einer Zeit der schnellen Modernisierung des Iran, in einer Kaschaner Gelehrtenfamilie geboren. Im Jahr 1953 legte er sein Examen an der Fakultät der Schönen Künste der Universität Teheran ab und arbeitete anschließend in mehreren Regierungsbehörden. Gleichzeitig verfolgte er seine dichterischen und malerischen Interessen.
Sepehri reiste viel und gerne. Er unternahm zahlreiche Reisen nach Europa, Asien (Japan, Indien, Afghanistan und Pakistan), Afrika (Ägypten) und in die Vereinigten Staaten.
1955 übersetzte er einige japanische Gedichte ins Persische und veröffentlichte sie in der Zeitschrift Sokhan. 1957 reiste er nach Paris, wo er Lithographie an der École des Beaux-Arts studierte. 1960 gewann er den Ersten Preis der Teheraner Biennale. Im selben Jahr reiste er nach Japan, wo er sich mit der Holzschnitzerei befasst. 1961 folgte eine weitere Reise nach Indien und die Beschäftigung mit dem Buddhismus. Seine Lyrik zeigt buddhistische und sufistische Einflüsse.
Ab 1964 widmete er sich ausschließlich der Dichtung und Malerei. 1979 wurde beim ihm Blutkrebs diagnostiziert. Er starb 1980 in Teheran und wurde im Hof des bedeutenden schiitischen Grabmausoleums von Mashhad-e Ardehal in der Nähe seines Geburtsortes Kaschan beigesetzt.

## Stil und Thema
Sepehris Gedichte kennzeichnet eine einfache und unprätentiöse Sprache, die sich stark dem gesprochenen Idiom annähert, gleichzeitig weich und melodiös ist. Sie sind im freien Vers verfasst. Zitat (Emami): „His style amazes its readers because within the simplicity of his words, he offers so much beauty and pays so much attention to simple and almost forgotten events that happen around him“.
Thema seiner Gedichte ist oft der Wunsch nach einer Annäherung an die Natur und die selbsterwählte Einsamkeit und Stille. Weitere Themen sind Freundschaft, Zeit (Waqt) und Befindlichkeit (Hāl). Seine apolitische Dichtung ist voller Aphorismen.

## Übersetzungen und Künstlerische Umsetzungen
Sohrab Sepehris Werk wurde in zahlreiche Sprachen übersetzt: ins Englische erfolgte die Sprachübertragung unter anderem durch Karim Emami, ins Französische u. a. durch den Professor für Indologie und Philosophie Daryush Shayegan und ins Deutsche durch Shahrokh Raei und Abdolreza Madjderey. Es folgten weitere Übersetzungen ins Spanische, Italienische, Schwedische und Russische.
1990 gab Iradj Hashemizadeh eine dreisprachige Ausgabe des Werkes Sedā-ye Pā-ye Āb heraus (englisch, französisch, deutsch).
Das Leben Sohrab Sepehris wurde von dem Filmemacher Mostafa Valiabdi verfilmt.
Die Autobiographie des Sepehri wurde von Shahrokh Raei ins Deutsche übertragen.
1987 widmete Abbas Kiarostami ihm seinen Film Khāneh-ye Dust kodschā'st? (Wo ist das Haus meines Freundes?) mit dem Titel eines der Gedichte Sepehris.

## Literarisches Werk (Auswahl)
- 1951: Marg-e Rang (Der Tod der Farbe)
- 1961: Āvār-e Āftāb (Der Fall des Sonnenlichts); Shargh-e Anduh (Östlich der Trauer)
- 1965: Sedā-ye Pā-ye Āb (Der Klang vom Gang des Wassers), Mosāfer (Der Reisende)
- 1967: Hajm-e Sabz (Der grüne Raum)
- 1977: Hascht Ketāb (Acht Bücher), Anthologie
- letzte Gedichte: Mā Hitsch, Mā Negāh (Wir sind nichts, wir sind Blick)
- 1990: Otāgh-e Ābi (Das blaue Zimmer), Essays (posthume Veröffentlichung)[6]

## Ausstellungen
- Biennale von Venedig; Teheraner Biennale (erster Preis 1960); Biennale von São Paulo; zahlreiche Teheraner Galerien; Le Havre Gallery; Gruppenausstellung in Bridgehampton City (NY, USA); Biennale de Paris (1969); Benson Gallery, New York (1971); Cyprus Gallery, Paris (1976); Art Basel (1976)[7]

### Fremdsprachliche Ausgaben (Auswahl)
- Deutsch: Der Klang vom Gang des Wassers. Arki, Mostafa, Hadi, Amireh, Braun, Ulrike (Hgg.). Arki, Mostafa (Übers.). Internationales Kulturwerk 1998, ISBN 3-910069-81-9
- „Reise in die Ader eines Wortes. Sohrab Sepehris Gedicht "Der Reisende" in deutscher Übersetzung“. Shahrokh Raei & Christina Fellenberg. In: Iranistik – Deutschsprachige Zeitschrift für iranistische Studien. (Jahrgang 4) 2, 2006.
- Die azurblauen Zeilen. Eine Sammlung von Gedichten mit einem autobiographischen Beitrag in deutscher Übersetzung. Shahrokh Raei. Ergon-Verlag, Baden-Baden 2018, ISBN 978-3-95650-422-8[8]
- Englisch: The Lover is Always Alone. Karim Emami (Übers.). Sokhan, Teheran
- Sepehri, Parvaneh. The Blue Room. Gooya Teheran 2003
- Sepehri, Sohrab, and Riccardo Zipoli. While Poppies Bloom: Poems and Panoramas. Karim Emami (Übers.). Zarrin-o-Simin Books, Teheran 2005.
- Französisch: Les Pas de l'eau. Daryush Shayegan (Übers.). Orphée, La Différence 1991, ISBN 2-7291-0608-1
- Spanisch: Sepehrí, Sohrab. Los ocho libros. Poesía reunida. Ariel Miller (Übers.). Fondo Editorial Opción, Mexiko-Stadt, 2021, ISBN 978-607-98969-1-1

### Sekundärliteratur
- Karimi-Hakkak, Ahmad. Hasht Ketab: Esthetic Vision and Significance. Ketabe Gooya, Teheran 2005.
- Sayar, Pirouz. Paintings and Drawings of Sohrab Sepehri. Soroush Press, Teheran 2002
- Sepehri, Paridokht. Sohrab, the Migratory Bird. Tahouri, Teheran 1996
- Sepehri, Paridokht. Wherever I am, let me be! Peykan, Teheran 2005
- Siahpoush, Hamid. The Lonely Garden: Sohrab Sepehri's Remembrance. Negah, Teheran 2003
- Valiabdi, Mostafa. Hichestan. Tiam, Tehran 2005.